# قورباغه‌های شب
قورباغه‌های شب (نام علمی: Astylosternus) نام یک سرده از تیره قورباغه‌های جیرجیری است.